# سیزده (فیلم ۱۹۷۴)
«سیزده» (انگلیسی: Thirteen) یک فیلم درام محصول سال ۱۹۷۴ سینمای هنگ کنگ به کارگردانی و نویسندگی سانگ تسون شو محصول استودیو برادران شاو است. این فیلم بر اساس رمان Zaoshu ("بلوغ زود") اثر رمان نویس تایوانی کو لیانگ هوی بود.